# Лісові пожежі в Тасманії (2013)
41°52′ пд. ш. 148°17′ сх. д. / 41.867° пд. ш. 148.283° сх. д.
Лісові пожежі в Тасманії 2013 року (англ. 2013 Tasmanian bushfires) — серія лісових пожеж, що сталися на південному сході Тасманії, Австралія, з листопада 2012 року до кінця квітня 2013 року. Пожежі спалили приблизно 20 тисяч гектарів житлових територій та лісу.
Можливість гіршої, ніж зазвичай, пожежі було передбачено на початку сезону пожеж 2012—2013 років. Великі запаси горючих речовин разом із сухими, спекотними та вітряними умовами вказували на потенційну небезпеку. Пожежна служба Тасманії здійснила медіакампанію, спрямовану на підвищення підготовленості громади та усвідомлення того, що робити, якщо пожежі будуть загрожувати жителям, однак ніхто не прогнозував, що сезон пожежі триватиме майже 6 місяців, тривалістю, безпрецедентною у зафіксованій історії Тасманії.

## Галерея

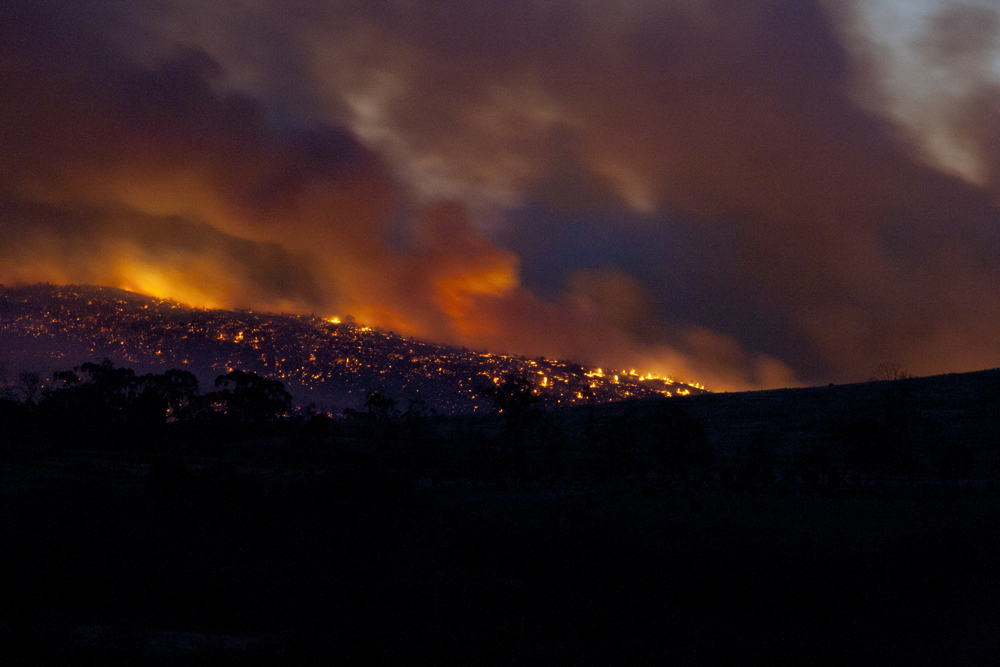
Вид на пожежі з села Гамільтон. 4 січня.
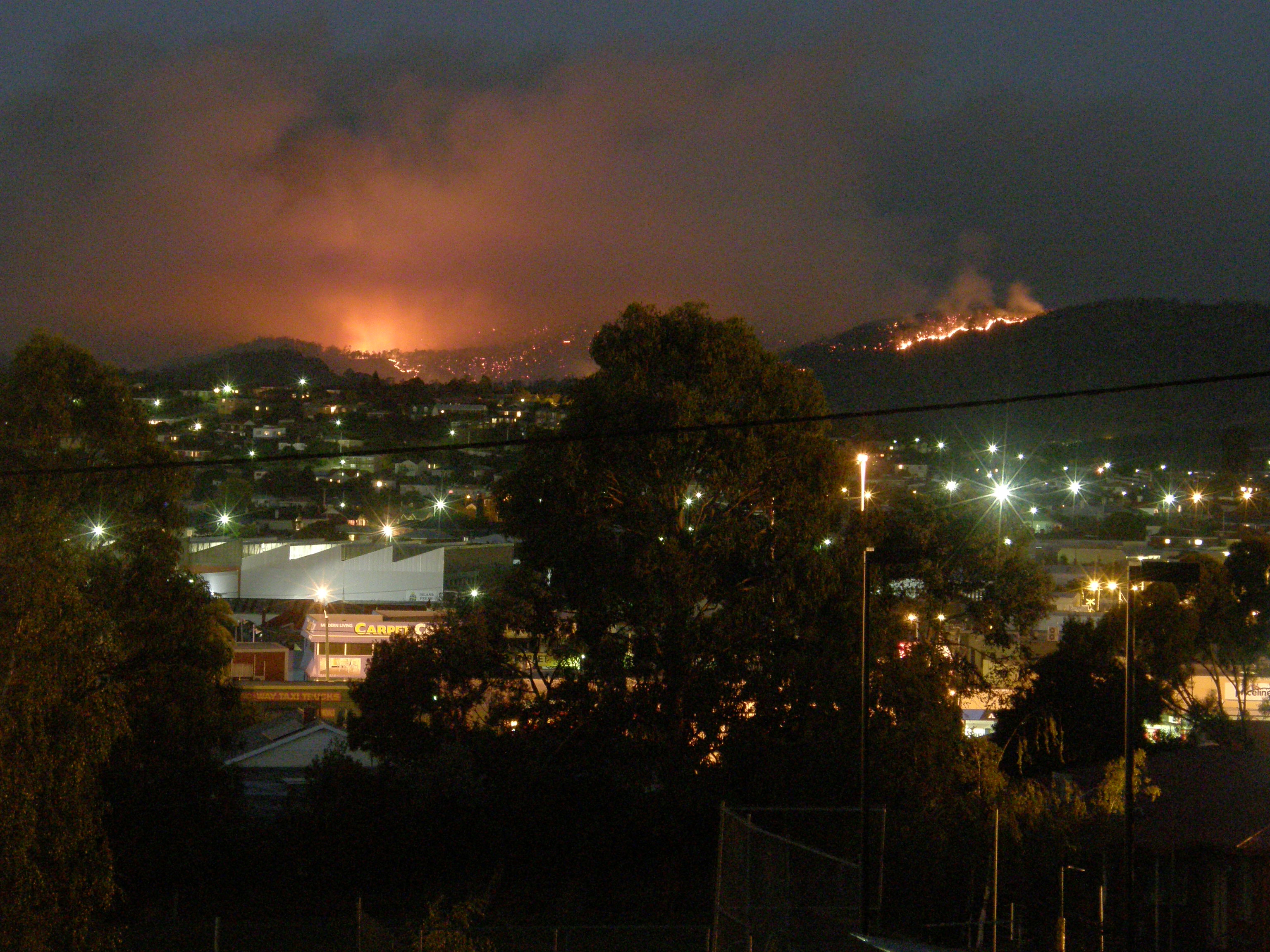
Пожежа на східному березі Гобарта. 6 березня